# Dagbladet Information
Dagbladet Information er en dansk avis som udspringer af modstandsbevægelsens illegale presse under Danmarks besættelse. Avisen har en rolle som en nicheavis og har en læserskare, hvor 56 procent (2001) har en højere uddannelse.
Avisen blev grundlagt i august 1943 af modstandsmanden og journalisten Børge Outze som et nyhedsbureau for den illegale presse, og den blev efterhånden en vigtig kilde for udenlandske medier til nyheder fra Danmark. BBC's udsendelser på dansk under krigen, der blev hørt flittigt i Danmark, blev også baseret på nyheder fra Information. Ved Befrielsen 5. maj 1945 grundlagde Outze avisen på ny som et officielt dagblad i den nazistiske avis Fædrelandets tidligere lokaler og trykkeri i Store Kongensgade, hvor Information stadig holder til. I redaktørerne Børge Outzes og Erik Seidenfadens tid var den berømt for sine ledere og fik en indflydelse, som var større, end det beskedne oplagstal umiddelbart tydede på. I 1970-1986 var avisen medarbejderejet med en stærkt samfundskritisk profil i tiden efter ungdomsoprøret. Avisen spillede ikke mindst en rolle som debatforum for den danske venstrefløj. Siden 1986 har avisen tilstræbt en bredere profil med vægt på analytisk journalistik.
Siden 1. august 2016 har Rune Lykkeberg været ansvarshavende chefredaktør på Information. Han afløste Christian Jensen. Anton Geist har siden september 2023 været journalistisk chefredaktør.
Informations oplag i 2023 var på ca. 25.300. Mængden af abonnenter, der modtager Information rent digitalt, er på 11.000, mens ca. 14.500 modtager papiravis hele ugen eller fredag og lørdag.

## Særpræg
Information betegnes ofte sammen med Kristeligt Dagblad, Dagbladet Børsen og Weekendavisen som en af Danmarks fire nicheaviser. Lige fra starten er læserne i høj grad kommet fra de højere uddannelses- og socialgrupper og har således talt mange akademikere, skolelærere og studerende. I Børge Outzes og Erik Seidenfadens tid som avisens redaktører var avisens ledere et vigtigt element, som gav Information en gennemslagskraft, der var langt større, end dens beskedne oplagstal i sig selv berettigede til. I perioden 1970-1986, hvor avisen var medarbejderejet, havde den en stærkt samfundskritisk profil, hvor bl.a. uddannelses- og miljøforhold var to højtprioriterede områder, og avisen i høj grad fungerede som et pluralistisk forum for debatten på den danske venstrefløj. Siden 1986, hvor ledelsesforholdene igen blev mere traditionelle, har avisen forsøgt at skabe sig en bredere profil med vægt på analytisk journalistik. I 2020 fortalte chefredaktøren Rune Lykkeberg, at avisens målsætning var at være en væsentlighedsavis, der var forpligtet på store dagsordener som magtudøvelse, økonomi og klimaproblemer, hvilket indimellem førte til et fravalg af den almindelige nyhedsdækning. Samtidig mente han, at avisen burde være aktivistisk eksempelvis i forhold til klimaspørgsmålet som en naturlig fortsættelse af avisens tidligere engagement i modstandsbevægelsen og studenteroprøret.
I 2001 foretog Gallup en analyse af Informations læsere sammenlignet med befolkningen og med andre avisers læsere. Information var den avis, der havde forholdsvis flest højtuddannede læsere. 56 % af læserne havde således en høj uddannelse, mens det samme kun gjaldt for 22 % af befolkningen. For de to andre aviser, der kom tættest på, Weekendavisen og Politiken, var procentdelen henholdsvis 47 og 42 %. Ifølge analysen var Informations læsere relativt venstreorienterede; kun knap en fjerdedel støttede partier til højre for Socialdemokratiet. Læserne var de mest kulturforbrugende blandt alle avisers læsere. En tiendedel af læserne angav således, at de hver måned så en kunstudstilling, mens tallet for befolkningen var 1-2 %. Igen var tallene for Politikens og Weekendavisens læsere tæt på, men lidt lavere end Informationslæserne. Dog lyttede Informations læsere lidt mindre til rock- og popmusik end både Politikens læsere og hele befolkningen. 86 % af Informations læserskare havde i 2001 daglig adgang til internettet, hvor det på det tidspunkt kun gjaldt 51 % af hele befolkningen.

## Begyndelse
Befrielsesnatten mellem 4. og 5. maj 1945 trængte modstandsgruppen bag det illegale nyhedsbureau Information ind i nazistiske Fædrelandets bladbygning i St. Kongensgade i København og besatte redaktionen og trykkeriet. Flere af de 66 frihedskæmpere havde i over et døgn opholdt sig i sidegaderne, hvor de ventede på signal til aktionen, som anført af Informations grundlægger Børge Outze sprængte dørene med maskinpistolerne løftet.
Fædrelandets medarbejdere var flygtet, men tilbage i byen hærgede nazistiske restgrupper, blandt andre snigskytter, som fra genbo-ejendommen skød tværs over gaden ind gennem redaktionens vinduer. Den første udgave af avisen Information – to sider i broadsheet format – blev skrevet af medarbejdere liggende på gulvet, i ly under vinduerne. Det var fra samme kontor, Børge Outze stillede en af sine første lederartikler til det nærliggende Amalienborg, for ”det hørte med til godt naboskab at fortælle Kongehuset, at der var kommet nye lejere i St. Kongensgade nr. 40”. Kong Christian X kvitterede ved at udfylde en af bladets første abonnementskuponer. Og Information var retmæssig lejer, for måneder før aktionen havde Outzes nære allierede, landsretssagfører Henning Sally fra modstandsgruppen Ringen, sørget for de juridiske formaliteter, bl.a. lejekontrakten.
Det havde andre modstandsgrupper med lignende dagbladsplaner i Fædrelandets bygning ikke. Dansk Samlings gruppe var allerede i St. Kongensgade på befrielsesnatten, og de to modstandsaviser blev enige om at dele Fædrelandets tekniske faciliteter. Dansk Samlings Morgenbladet udkom, som navnet siger, om morgenen, Information udkom i begyndelsen som eftermiddagsavis. Morgenbladets liv blev kort, hvorimod Informations oprindelige ambition var at bestå frem til det første frie valg efter krigen.[kilde mangler] I dag, trekvart århundrede senere, eksisterer avisen dog fortsat.

## Formål
I Informations formålsparagraf (1945) hedder det bl.a.: ”Selskabets formål er at udgive dagbladet ”Information”, således som dette hidtil har været udgivet af den selvejende institution af samme navn, altså uafhængigt af alle politiske partier og økonomiske særinteresser. ”Information” må derfor aldrig af politiske eller økonomiske tryk bringes til at skrive mod dets egen overbevisning eller fortie forhold, som det selv mener bør offentliggøres og skal således forblive tro mod sin oprindelse som modstandsbevægelsens organ under besættelsen (…) ”Information” skal ved at informere om begivenheder i Danmark og i udlandet om disses baggrund og sammenhæng arbejde for demokrati og frihed og for forståelse og samfølelse mellem mennesker og samfund, herunder også for demokrati og samarbejde på ”Information”s egen arbejdsplads.”

## Journalistik
Information med den karakteristiske røde prik over i´et, designet inden Befrielsen, var den borgerlige modstandsbevægelses avis. Den kommunistiske pendant, som også havde kig på Fædrelandets bygning, flyttede med dagbladet Land og Folk ind i DKPs bygning lige om hjørnet i Dr. Tværgade. Information bevarede fra første dag sin uafhængighed af partipolitik, også da lederen af den socialdemokratisk orienterede Ringen, medlem af Frihedsrådet og af Befrielsesregeringen Frode Jakobsen, overlod selskabet bag avisen Ringens overskydende kapital. Også senere, da bladet kom tæt på tidl. finansminister og senere OECD-generalsekretær Thorkil Kristensen, som i 1960 brød med Venstre og en overgang overvejede ny partidannelse. 
Inspireret af britisk dagspresse gjorde Information meget ud af debatstoffet i form af læserbreve, hvor der blev lagt vægt på, at også folk med en anden holdning end avisens kunne komme til orde. Ligeledes efter britisk mønster blev avisens lederartikler signeret, og Børge Outzes signatur, lille o, og medredaktøren Erik Seidenfadens lille s, fik nærmest kultstatus hos læserne. De signerede ledere betød også, at øvrige lederskribenter kunne boltre sig frit. I flere tilfælde førte det til modstridende synspunkter i samme dags forside- og bagsideleder, f.eks. under EF/EU-debatten fra begyndelsen af 1970´erne. Men først, når signaturen lille o havde sat sit aftryk, var det bladets ”officielle” linje.
Holdningsskiftet fra borgerlig modstandsavis til centrum-venstre opinionen begyndte langsomt i 60´erne med en række især yngre medarbejderes tætte dækning af bl.a. atommarcherne fra Holbæk til København, slumstormerne og mange andre græsrodsbegivenheder kulminerende med studenteroprøret i 1968 og Kvindebevægelsen i 1970'erne.
Børge Outze og Erik Seidenfaden var fra NATO-medlemskabet i 1948 stærke tilhængere af forsvarsalliancen. Seidenfaden forlod bladet i 1965, og Outzes overordnede synspunkt var, at medarbejderne uanset hans egne meninger tegnede den daglige avis. Først en halv snes år efter den ”gryende bladrevolution” i St. Kongensgade 40, førte optrapningen af Vietnamkrigen og det USA-støttede militærkup i Chile d. 11. september 1973 til et kursskifte, signeret lille o, hvorefter avisen i en årrække var venstreorienteret.
Det er fortsat journalisterne, som dagligt præger avisens retning. Det er illustreret med emner, hvis behandling har givet en række medarbejdere Cavlingprisen:
- Leif Blædel: Samfundskritisk journalistik, især i radio- og tv-anmeldelser (1970)[21]
- Torgny Møller: Ulykken på Lindø-værftet med perspektiv for behandling af arbejdsmiljøet generelt (1971)[20]
- Hanne Dam: Fornyelse af journalistikken om kvindepolitiske emner (1980)[22]
- Alex Frank Larsen: LSD-behandlingen af patienter, som førte til loven om erstatning til LSD-ofre (1986)[23]
- Charlotte Aagaard og Jørgen Steen Nielsen: Kritiske artikler om Danmarks deltagelse i Irakkrigen (2003)[24]
- Ulrik Dahlin og Anton Geist: Afdækning af statsløsesagen (2011)[25]

Overgangen til medarbejdereje i 1970 (se afsnittet Medarbejderdemokratiet) påvirkede i den følgende snes år Informations indre liv, men ikke spalterne, for medarbejderdemokratiet var en naturlig fortsættelse af bladets tradition for uafhængighed med plads til frie ord. I de følgende årtier gik det op og ned for avisen, som i 1970'erne tangerede et oplag på 40.000 eksemplarer.
I de senere mange år har samarbejde på tværs af redaktioner og på tværs af husets øvrige afdelinger været en afgørende forudsætning for de resultater, Information opnåede i perioden med Mette Davidsen-Nielsen som administrerende direktør og Christian Jensen som ansvarshavende chefredaktør. De to arbejdede tæt sammen om såvel redaktionelle som kommercielle tiltag, hvilket medvirkede til at skabe en ny form for aktivisme og projektsamarbejde internt og eksternt omkring nicheområder som uddannelse og den grønne omstilling.
Bladhuset er blevet åbnet ved at invitere til læserarrangementer, afholde åbne redaktionsmøder og lade eksterne - bl.a. et hold flygtninge - skrive avisen for en dag. 
Information har også lagt vægt på undersøgende og magtkritisk journalistik, bl.a. ved at udnytte en privilegeret adgang til såvel Wikileaks-dokumenterne som NSA-lækagen til længere artikelserier.  
Hver fredag udkommer avisen med 2. sektionen Kultur og om lørdagen med Litteratur/Moderne Tider.
Information samarbejder redaktionelt med den britiske avis The Guardian og dens søndagsavis The Observer.

## Tegnere
En stribe af det 20. århundredes bedste danske bladtegnere har suppleret Informations ’frie ord’ med lige så ’frie’ streger. Trods nogle medarbejderes billedstorm, som de gav udtryk for med vendingen ”Ligesom Le Monde skal Information slet ikke have illustrationer, tak!”, havde den daglige satire allerede fra den illegale avis haft sit lille, illustrerede åndehul med ’Trolden Teddy’. Trolden, der var tegnet af Gerd Rissel til Aftontidningen, var blevet ansat af Børge Outze under hans flygtningetid i Sverige. Teddy optrådte i mange år fremefter i bladets spalter, og det var ofte en kollektiv opgave at formulere hans satiriske udsagn.
Tegneren Anton Hansen, der blev omtalt som den ”sorte satiriker” og ”proletartegner” var før krigen en fejret tegner i Social-Demokraten. Imidlertid meldte han sig straks i maj 1945 til det nystartede Information, hvor han leverede bl.a. en stribe erindringsbilleder fra besættelsestiden med titlen ’Husker De?’ Tre år senere i 1948 gik han til Ekstra-Bladet. I 1950'erne havde avisens bagside politiske satiretegninger af store britiske bladtegnere som Michael Cummings og Carl Giles. Tegningerne var indkøbt via syndikat og blev oversat på redaktionen. Den polske immigrant Pjotr Baro komponerede allerede i 1957 og fem år frem sine surrealistiske og samtidig geometrisk stramme ideogram-illustrationer til avisen. I 1959 og indtil 1964 blev Baros tegninger suppleret af den politiske satiriker PEP, med kunstnernavn fremkaldt af Poul Erik Poulsen. I årene fra 1962 til 1969 tegnede den nok så ’frække’ og humoristisk syrede multikunstner Flemming Quist Møller sine mange karakteristiske personer og spidsnæsede personager. I en længere periode efter ungdomsoprøret i 1968 var avisen især præget af to indbyrdes helt forskellige tegnere som Per Marquard Otzen, fra 1967 til 2004 og Peter Lautrop, periodevis fra 1967 til 1990. Otzens spidse streger med sofistikerede pointer fremstod med sit helt eget univers samtidig med Lautrops naivistiske, fede streg fuld af humor og underfundigheder.
Flemming Nyborg supplerede dem begge med særlig portrætter og teatertegninger i perioden 1966 til 1975. Satirikeren Klaus Albrectsen nåede gennem ”syv en halv rædselsfulde måneder” i 1972 og 1973 bl.a. at tegne det ikoniske portræt af Børge Outze på den røde prik. Som en publicistisk Aladdin stiger Outze hyllet i rødt op af et ”I” med cigaren i venstre hånd. I årene fra 1970 til 1982 vikarierede Anne-Marie Steen Petersen lejlighedsvis for Marquard Otzen, og i sidste halvdel af 1980'erne livede Pernille Kløvedal Helvegs penselstrøg siderne op. I de senere år har især Ib Kjeldsmarks krøllede surrealisme og Mia Mottelsons spidse anskueliggørelser af stort og småt skabt Informations modernistiske visuelle særpræg. Kjeldsmark startede på avisen i 2007 og var senere løsere tilknyttet, mens Mottelsen har været ansat fra 2014. Siden 2015 har Christoffer Zieler produceret den ugentlige helsidestegning i weekendtillægget Moderne Tider. Information har derudover bragt to kendte udenlandske politisk-satiriske tegneserier. Walt Kellys ’Pogo’, som blev oversat af avisens medarbejdere Erling Bjøl og J.B. Holmgaard, samt G.B. Trudeaus ’Doonesbury’ i perioden 1974-2018. Grafiske seriemesterværker af bl.a. Hugo Pratt og Jean Giraud har løbet som ugeføljetoner, og fødselsattesten for Ivar Gjørups underfundigt satiriske dagsstrip ’Egoland’ blev trykt på Informations avispapir i 1984.

## Fotografer
Mange markante fotografer har gennem årene fotograferet til Information: Jacob Maarbjerg, Jørgen Ambroos, Leif Grage, Gregers Nielsen, Claus Ørsted, Ebbe Wraae, Søren Hartvig, Ernst Nielsen, Klaus Holsting, Jacob Dall, Sofie Amalie Klougart, Tor Birk Trads, Sigrid Nygaard, Ulrik Hasemann og Gorm Valentin.

## Økonomi
I tiden op til Befrielsen havde flere erhvervsfolk i modstandsbevægelsen lovet at skyde startkapital i det nye dagblad. Uden deres tilsagn ville initiativtagerne næppe have vovet eksperimentet. Men løfterne holdt ikke. Ifølge Børge Outze overlevede Information kun, fordi der gik måneder, inden medarbejderne forstod, at den ”cigarkasse”, som de havde sat deres lid til, var tom. I mellemtiden var abonnenterne og løssalgskøberne begyndt at fylde i regnskabet. Ved udgangen af første år lå oplaget på knap 25.000 eksemplarer, heraf 9.300 abonnementer; senere steg abonnementstallet, mens løssalget faldt. 
”Uafhængig af partipolitiske og økonomiske interesser” stod der i mange år under bladhovedet. Med en beskeden annonceportefølje var den nye avis først og fremmest afhængig af læserne. De betalte produktionsomkostningerne, så Information var dyrere end de omnibusaviser, bladet ofte supplerede. Læserne viste også deres offervilje ved adskillige pengeindsamlinger, som reddede avisen gennem flere økonomiske kriser. Men i 1969 var bunden nået, læsernes offervilje rakte ikke længere, og Information blev for 800.000 kr. overtaget af forlæggeren Palle Fogtdal, hvis forlagshus bl.a. udgav magasinerne Bo Bedre og Eva. Efter godt et år overlod Fogtdal sin aktiemajoritet til Informations medarbejdere til kurs 10, dvs for 80.000 kr. Det skete efter et møde med Børge Outze og Torben Krogh, der var blevet chefredaktør som 26-årig og i øvrigt årtier senere deltog i endnu en redningsaktion for bladet.

## Læsertal
Ifølge Gallup havde Information 178.000 ugentlige læsere i 2019.
I 2022 var antallet af ugentlige læsere 168.000.

## Medarbejderdemokrati
Begunstiget af tidsånden med blandt andre Knud Vilby som chefredaktør og Steffen Gulmann som adm. direktør gik det i 70'erne godt for medarbejderejede Information; både oplaget og annonceindtægterne steg til uvante højder. Palle Fogtdals betingelse for at overdrage aktiekapitalen til medarbejderne var at alle – uanset hvor i Huset de arbejdede – fik samme indflydelse. Dermed blev Information et enestående eksempel på medarbejderindflydelse, som midt i den hjemlige debat om økonomisk demokrati også vakte international opmærksomhed. I begyndelsen var intentionen lige løn til alle, men faglige rettigheder og markedsmekanismen betød, at ligelønsprincippet aldrig blev knæsat. I 1990 ophørte princippet om ligeløn ved overgangen til almindeligt A/S.
Efter to årtier med medarbejderdemokratiet, som ofte slog gnister med hyppige redaktørskift, meldte nye vanskeligheder sig. Det blev i 1990 nødvendigt med en aktieudvidelse på 12 mio. kr. og dermed overgang til en mere traditionel virksomhedsstruktur. Men læsernes interesse for avisens ve og vel var intakt, og i 1992 fandt den sidste læserindsamling sted med et resultat på 2,5 mio. kr. Alligevel var udsigterne dystre frem mod årtusindskiftet, indtil det lykkedes den adm. direktør Henrik Bo Nielsen sammen med flere andre at vinde forståelse for en offentlig bevilling på 30 mio. kr. til hver af de to ”nicheaviser” Information og Kristeligt Dagblad. Abonnementsindtægterne er dog fortsat hovedindtægtskilden for dagbladet, og med det brede medieforlig har Information fra 2014 årligt modtaget ca. 25 mio. kr. i pressestøtte.

## Samarbejdspartnere
Det tætte forhold mellem Information og læserne blev formaliseret med dannelsen af foreningen Informations Venner i 1951. Første formand var skuespilleren Clara Pontoppidan med forfatteren Martin A. Hansen som næstformand. I den første bestyrelse sad også tidligere minister Per Federspiel, forfatteren Karl Bjarnhof og generalsekretær Børge Lindegaard Olsen.
Ligesom avisen har Informations Venner haft sine op- og nedture. I løbet af 2023 er foreningen vokset til 459 medlemmer og er meget aktiv som arrangør af læsermøder med bl.a. bladets medarbejdere, rundvisninger på avisen, økonomiske tilskud til reportagerejser, støtte til forlagets bogudgivelser og hjælp med praktiske opgaver. Aktiviteterne kan følges på Informations Venners hjemmeside.
Venneforeningen har en aktiepost på nominelt 964.700 kr (31.12.2022). Det er knap 8 pct. af aktiekapitalen i Dagbladet Information og giver foreningen mange stemmer på bladets generalforsamling.
Foreningens formand er Christian S. Nissen.

## Chefredaktører
- 1945-1980: Børge Outze
- 1945: Ebbe Munck
- 1945-1948: Ole Killerich
- 1946-1947: Sten de Hemmer Gudme
- 1946-1965: Erik Seidenfaden
- 1958-1959: Knud Bistrup
- 1960-1966: Hans Edvard Teglers
- 1964-1965: Ole Bernt Henriksen
- 1966-1968: Ejvind Larsen
- 1967-1970: David Jens Adler
- 1969-1972: Torben Krogh
- 1972-1975: Knud Vilby
- 1975-1977: Bente Hansen
- 1975-1977: Erik Meier Carlsen
- 1975-1977: Philip Lauritzen
- 1977-1979: Hans Meier
- 1977-1979: Knud Vilby
- 1977-1978: Kai Selliken
- 1979-1983: Povl Høst-Madsen
- 1979-1983: Ejvind Larsen
- 1984-1987: Torben Krogh
- 1984-1987: Vibeke Sperling
- 1987-1990: Peter Wivel
- 1987-1990: Lars Hedegaard
- 1990-1992: Carsten Steno
- 1990-1994: Lasse Ellegaard
- 1992-1994: Per Knudsen (stedfortrædende)
- 1994-1996: Georg Metz[50]
- 1995-2002: Jørgen Steen Nielsen[50]
- 1996-2001: Jacob Mollerup[50]
- 2001: Anders Jerichow, Michael Jarlner
- 2002-2004: David Trads
- 2004: Henrik Bo Nielsen (konstitueret)
- 2004-2010: Palle Weis
- 2010: Bent Winther (konstitueret)
- 2010-2016: Christian Jensen
- 2015: Troels Behrendt Jørgensen (2016 konstitueret)
- 2016: Lotte Folke Kaarsholm (konstitueret)
- 2016- : Rune Lykkeberg (ansvarshavende)
- 2023-: Anton Geist (journalistisk)

## Direktører
- 1945-1967: Robert Holmberg
- 1967-1968: David Jens Adler
- 1969: Palle Fogtdal
- 1969-1972: Poul Petersen
- 1973-1976: Steffen Gulmann
- 1976: Knud Vilby
- 1976-1977: Finn Kern Hansen
- 1978-1984: Kjeld Lucas
- 1985-1986: Anita Eldam
- 1986-1987: Jørgen Westergaard
- 1987: Robert Lindholm
- 1987-1989: Anne-Marie Blixencrone-Møller
- 1989: Søren Voulund
- 1990-1992: Carsten Steno
- 1992-2007: Henrik Bo Nielsen
- 2007-2010: Morten Hesseldahl
- 2010: Karin Petersen (konstitueret)
- 2010-2016: Mette Davidsen-Nielsen
- 2016 - : Stine Carsten Kendal

## Bestyrelsesformænd
- 1945: Landsretssagfører Henning Sally
- 1945-1958: Professor, dr.med. Erik Husfeldt
- 1958-1959: Direktør Viggo Villadsen
- 1959-1961: Redaktør Roger Nielsen
- 1961-1965: Professor, dr.med. Erik Husfeldt
- 1965-1969: Landsretssagfører Jan Schultz-Lorentzen
- 1970-1972: Redaktør Knud Vilby
- 1972-1976: Typograf Arne Frederiksen
- 1976-1977: Journalist Hans Meier
- 1977-1985: Typograf Villy Brandt Nielsen
- 1986-1987: Redaktør Knud Vilby
- 1987-1989: Korrekturlæser Søren Voulund
- 1989-1991: Direktør Steen Danø
- 1991-2011: Direktør Torben Möger Pedersen
- 2011-: Direktør Lasse Bolander[51]